# Église réformée de Lavin
L'église réformée de Lavin est l'église paroissiale réformée de Lavin, commune située dans la vallée de la Basse-Engadine en Suisse (canton des Grisons). Elle est remarquable pour ses fresques du XVIe siècle. Elle dépend de l'Union des Églises réformées de Suisse et du VIIIe Colloque des Églises réformées des Grisons.

## Historique
L'édifice actuel de style gothique tardif date de 1480, avant la Réforme. Le chroniqueur Ulrich Campell rapporte qu'une première église, consacrée à saint Nicolas, a été construite en 1325, après que la paroisse de Lavin se fut détachée de celle d'Ardez.
Les fresques du chœur datent de 1500 environ. Elles sont comparables aux fresques qui se trouvent à l'église Sainte-Marie de Pontresina et à l'église Saint-Jean de Celerina. Les fresques de l'église de Lavin ont été recouvertes à l'époque de la Réforme et redécouvertes en 1955-1956. Elles ont été alors restaurées sous la direction de Franz Xaver Sauter.
La charpente de la nef, en forme de trapèze, a été construite en 1956.
On peut admirer sur les murs du chœur une peinture murale relatant l'Annonciation à la Vierge, celle-ci à droite et l'archange Gabriel à gauche. Dieu le Père envoie l'Enfant Jésus représenté avec une croix et de nombreux saints, qui ne sont pas tous identifiés, sont figurés en dessous sur les côtés. Sous les voussoirs du chœur, on remarque les dix prophètes de l'Ancien Testament, avec les dix vierges leur faisant écho sur le mur intérieur et plus loin entre autres le martyre de saint Georges.
En haut de la voussure des fenêtres au sud sont représentés les blasons des évêques Ortlieb de Brandis, évêque de Coire de 1458 à 1491, et Henri V de Höwen, évêque de Coire de 1491 à 1505. C'est sous l'épiscopat d'Ortlieb que l'église a été réaménagée et sous celui d'Henri V que les fresques ont été terminées.
L'abside qui intègre le sanctuaire du chœur est entièrement recouverte de peintures dominées sous les voûtes par la figure centrale du Christ en gloire, entouré d'une mandorle qu'il traverse de ses pieds, et représenté avec trois faces de son visage pour figurer le mystère de la Sainte Trinité. Les symboles des apôtres sont de chaque côté. Ceux-ci sont également représentés entre les voûtes faisant pendant à quatre Pères de l'Église, dont saint Jérôme.
De manière inhabituelle pour une église, les quatre éléments sont représentés à côté d'anges chantant : une flamme pour le feu, un dauphin pour l'eau, un souffle en forme de bulle pour l'air et enfin le globe terrestre pour la terre.
L'ensemble de la composition est dominé par le chiffre quatre : les quatre éléments, les quatre Évangélistes, les quatre symboles des apôtres et les quatre Pères de l'Église, tandis qu'au milieu se trouve la Trinité.

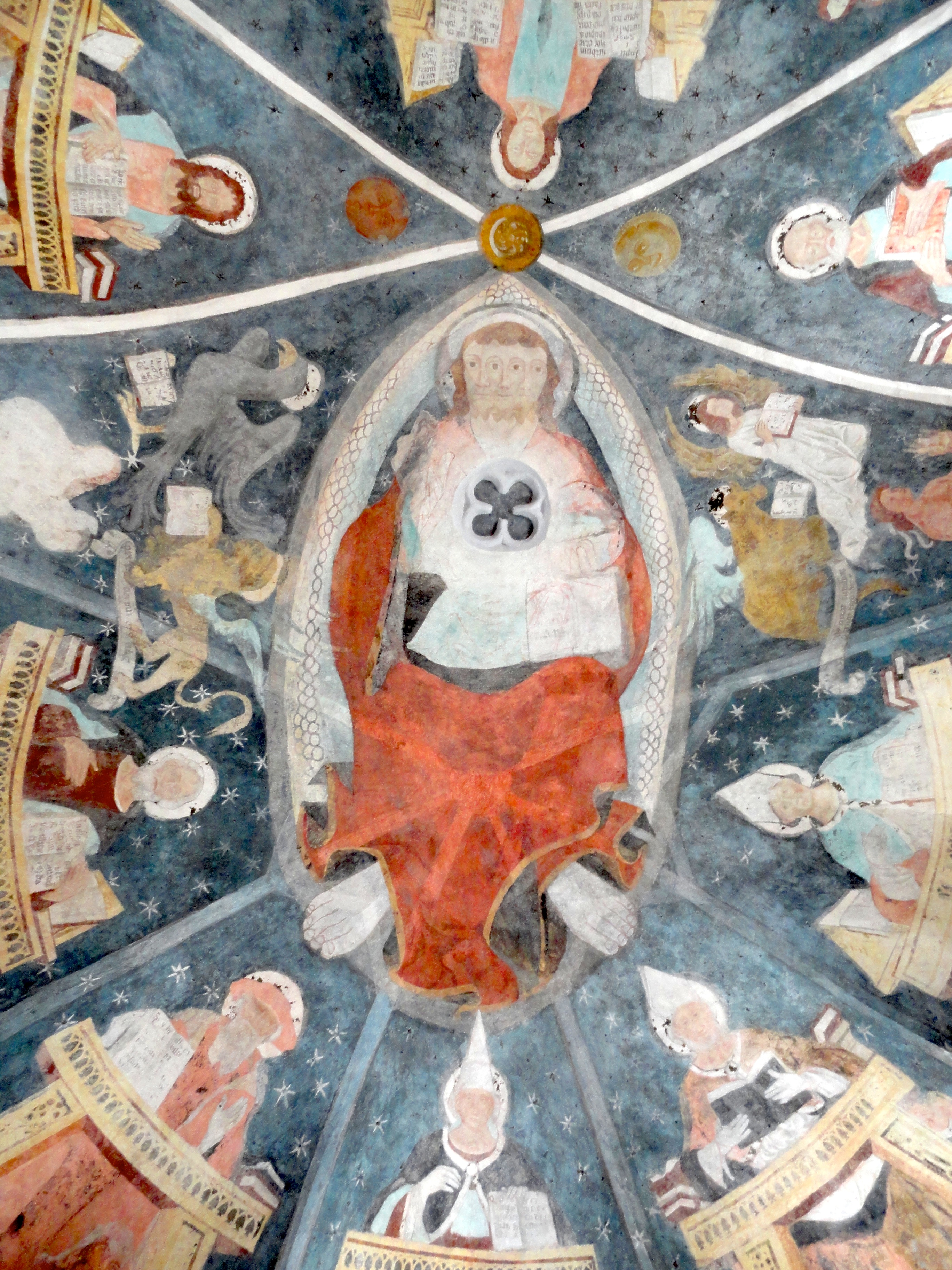
Le Christ en gloire
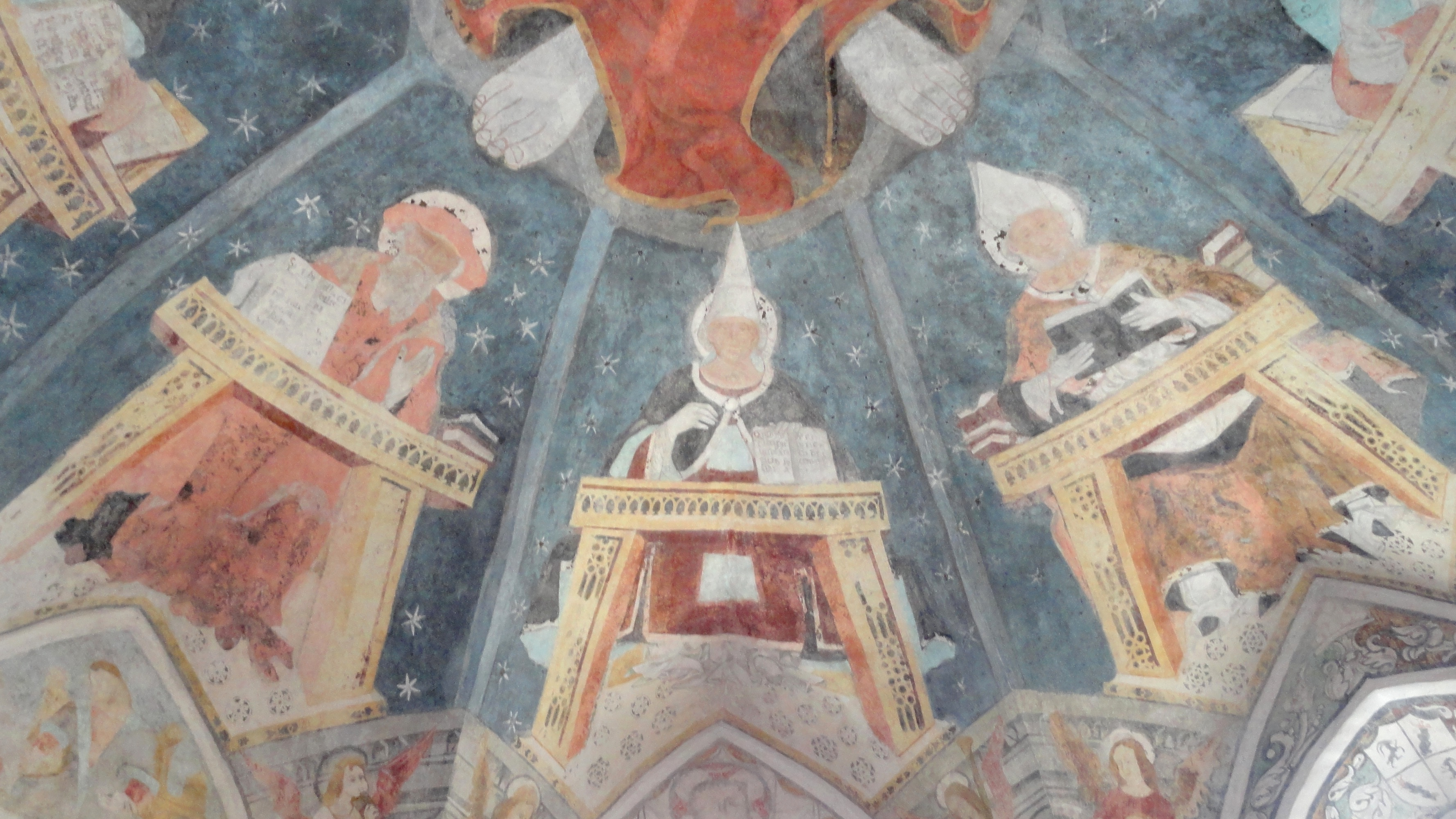
Trois des quatre Pères de l'Église
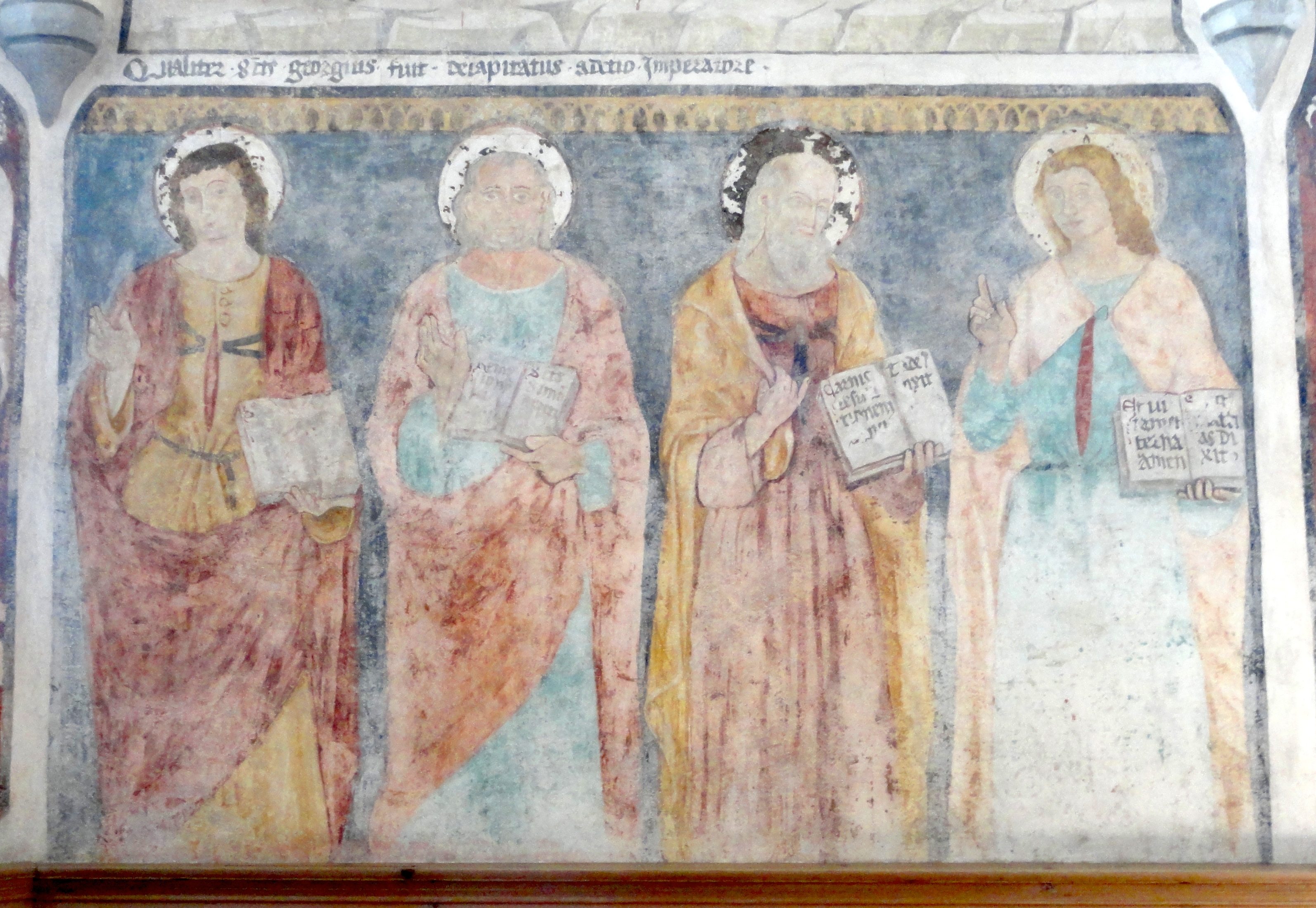
Les Évangélistes
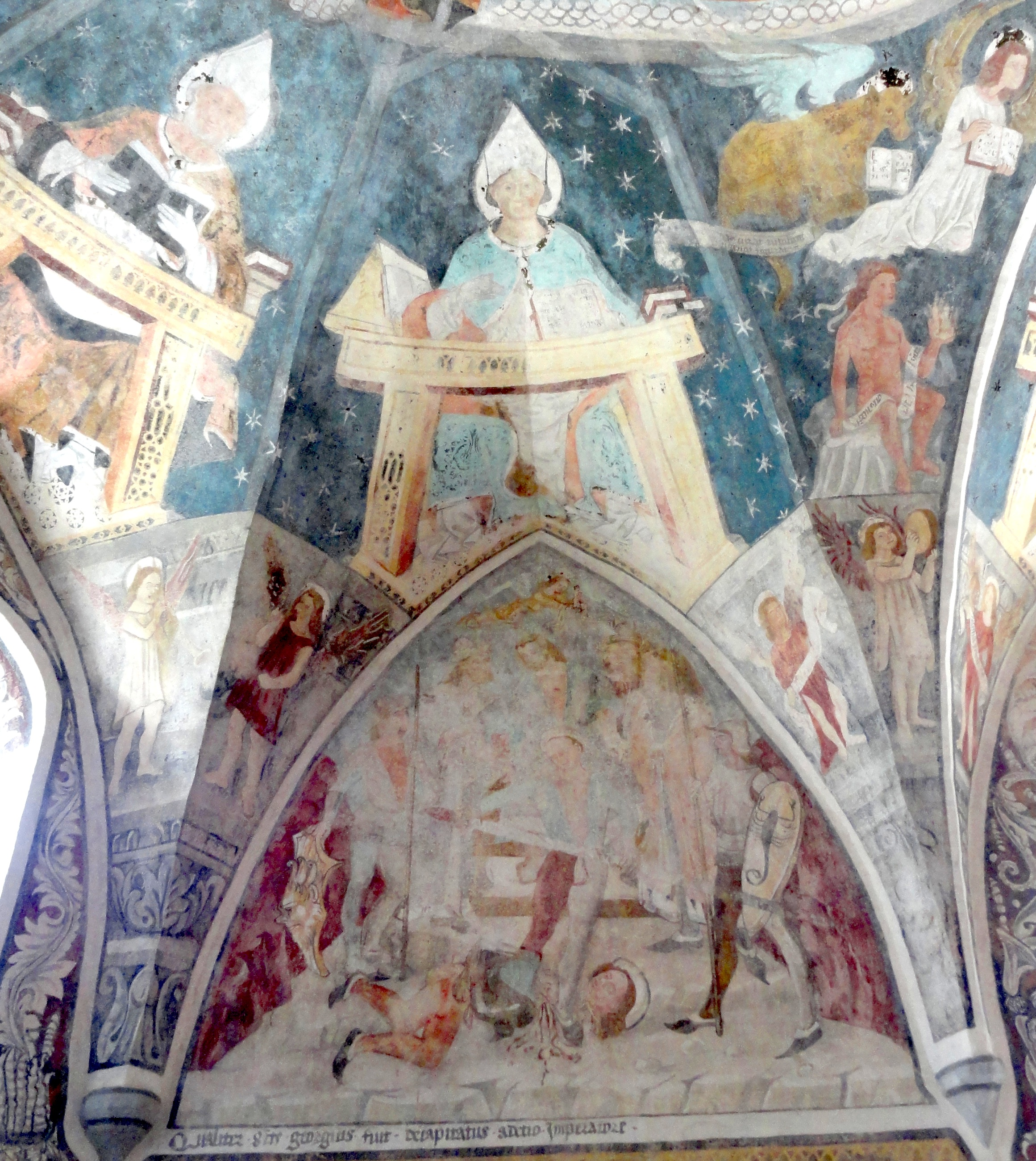
La décollation de saint Georges

La chaire renflée date de la fin du XVIIIe siècle. La table de la Cène date de 1667. La tribune et l'orgue sont modernes, datant de 1979.

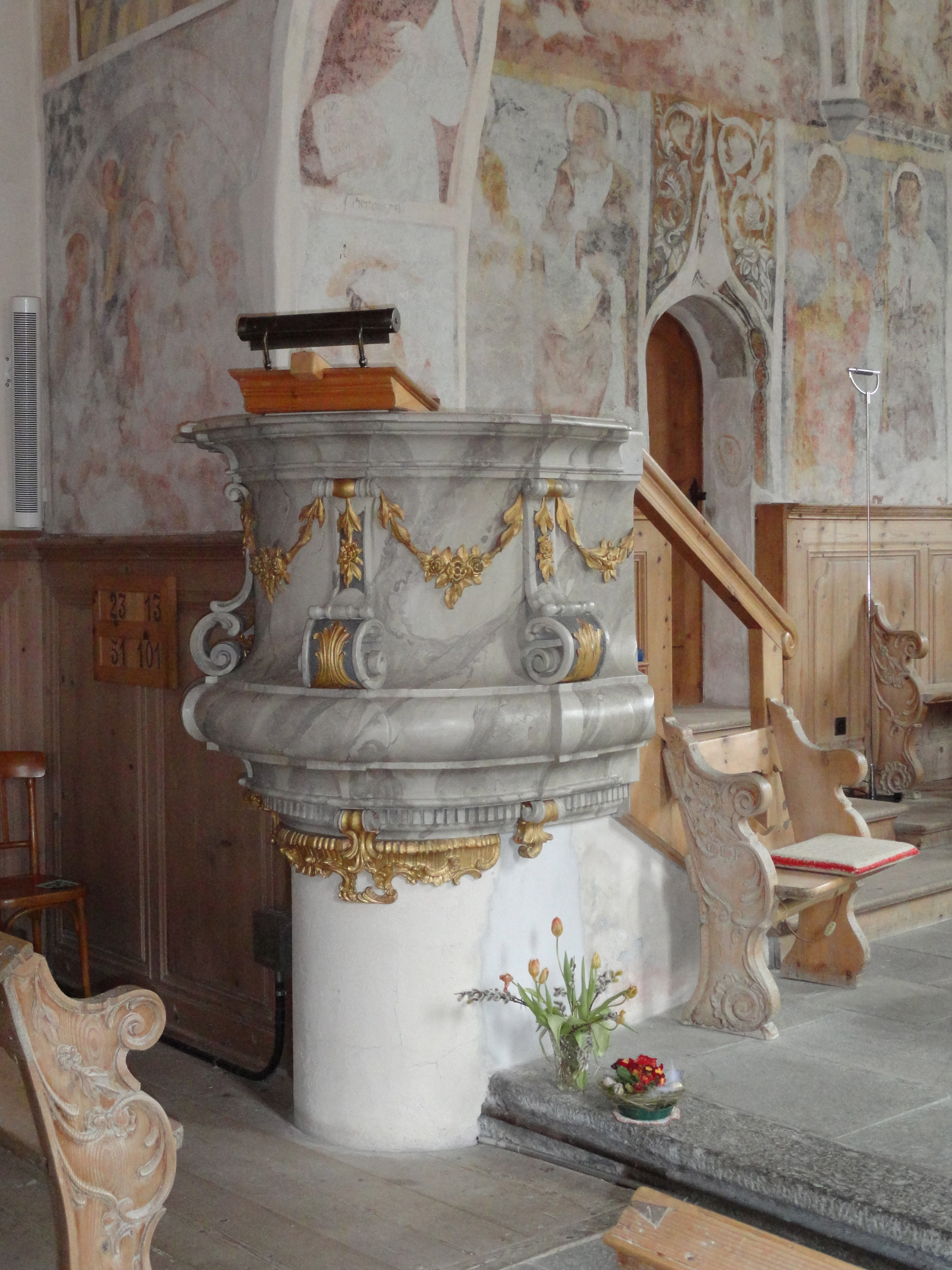
Vue de la chaire
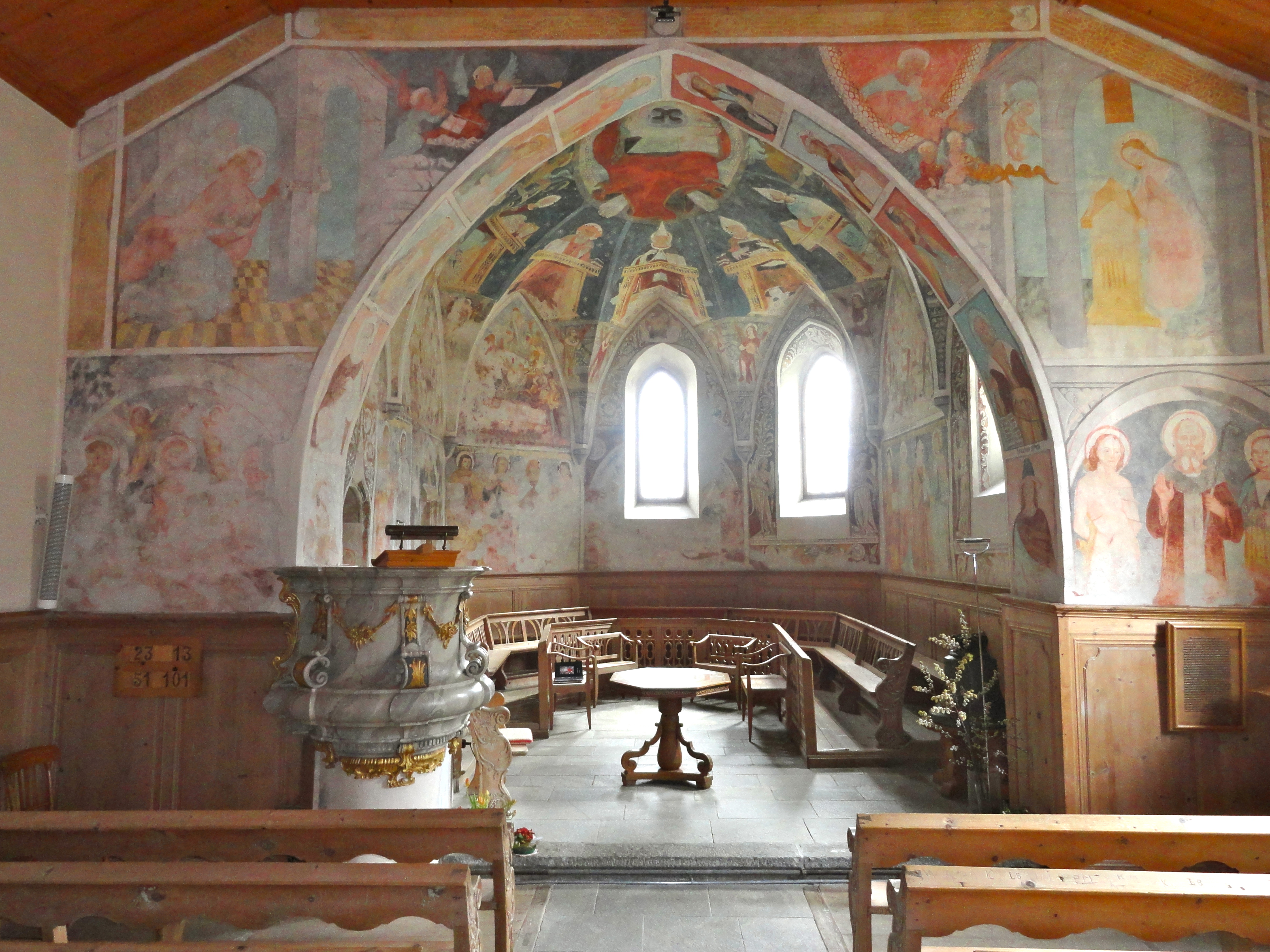
Vue du chœur
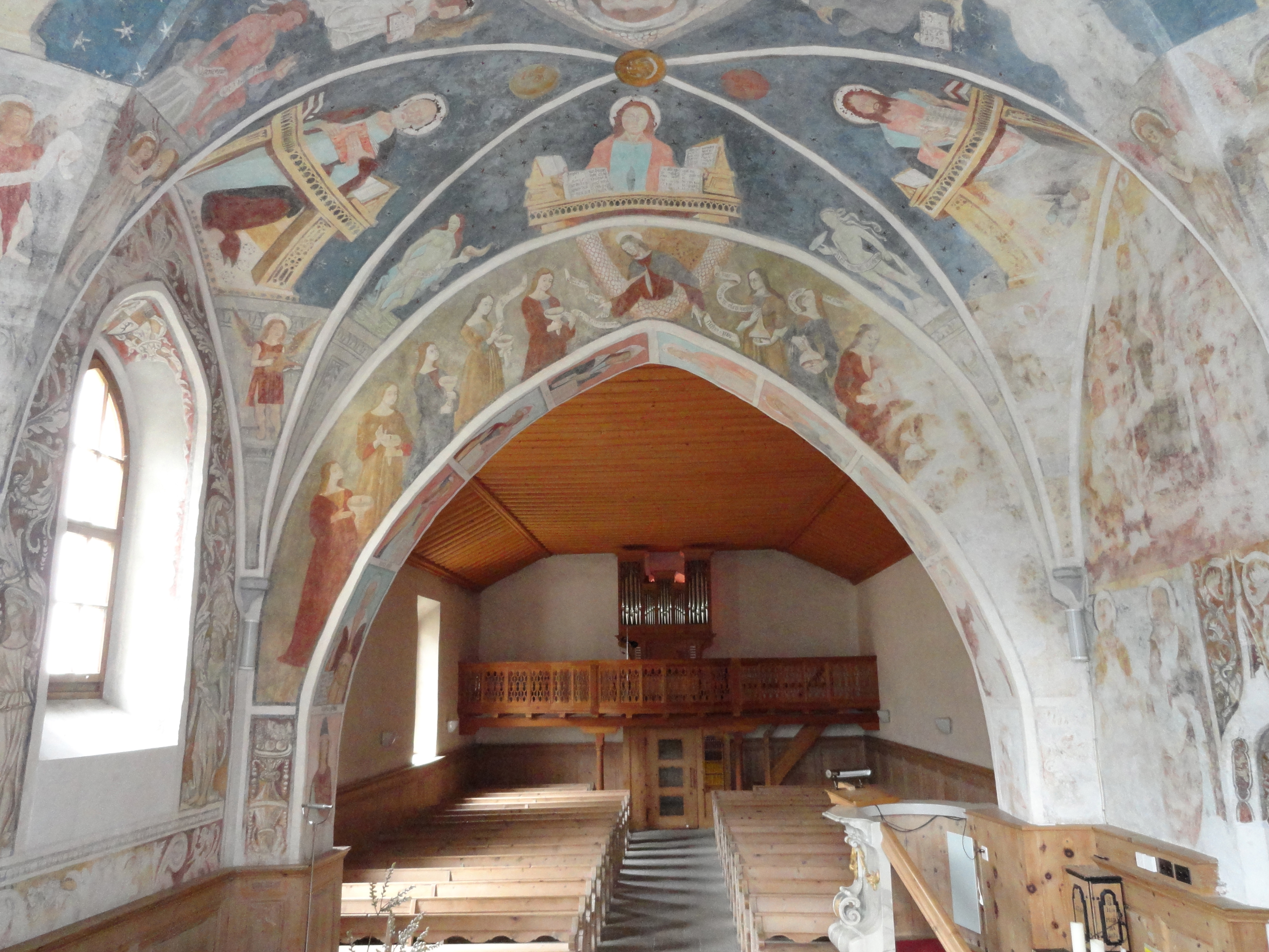
Vue de la nef avec la tribune de l'orgue au fond

La paroisse ne possède plus de conseil pastoral en propre, car elle dépend désormais de celui de Zernez et d'Ardez.
L'église est inscrite comme bien culturel d'importance régionale.

## Source
- (de) Cet article est partiellement ou en totalité issu de l’article de Wikipédia en allemand intitulé « Reformierte Kirche Lavin » (voir la liste des auteurs).